# 嘯月庵雲僲
嘯月庵 雲僲（しょうげつあん うんせん） / 渡辺 雲僲（わたなべ うんせん、1892年（明治25年） - 1972年（昭和47年）9月9日、本名：渡辺 俊彦）は、日本画家。

## 経歴
広島県安芸郡矢野村（現・広島市安芸区矢野）で、造り酒屋の次男として生まれた。11歳の時に広島の里見雲嶺に学ぶ。初号は啓迪（けいてき）。後に京都の鈴木松年に学び、嘯月庵雲僲（しょうげつあん うんせん）に改める。深く禅宗に参禅し、僧籍をもつ。25歳の時に大分県の中津に移り住む。30歳の時に耶馬渓に「雲僲窟」と名づけた庵を建て、生涯をかけて耶馬溪を描き続けた。作品に「深耶馬渓錦豊」「羅漢寺白光」（大分市美術館所蔵）や「金鱗玉藻」（広島県立美術館所蔵）、600枚もの｢耶馬探勝図」等がある。1972年、中津の自宅で死去した。